# (1215) Boyer
(1215) Boyer és un asteroide que forma part del cinturó d'asteroides i va ser descobert per Alfred Schmitt el 19 de gener de 1932 des de l'observatori d'Alger, al districte de Bouzaréah, a l'Algèria.
Inicialment va ser designat com 1932 BA. Posteriorment, es va anomenar en honor de l'astrònom francès Louis Boyer, prolífic descobridor d'asteroides.
Boyer orbita a una distància mitjana del Sol de 2,58 ua, podent allunyar-se'n fins a 2,92 ua. La seva excentricitat és 0,1317 i la inclinació orbital 15,92°. Triga a completar una òrbita al voltant del Sol 1514 dies.